# Kahmhaut

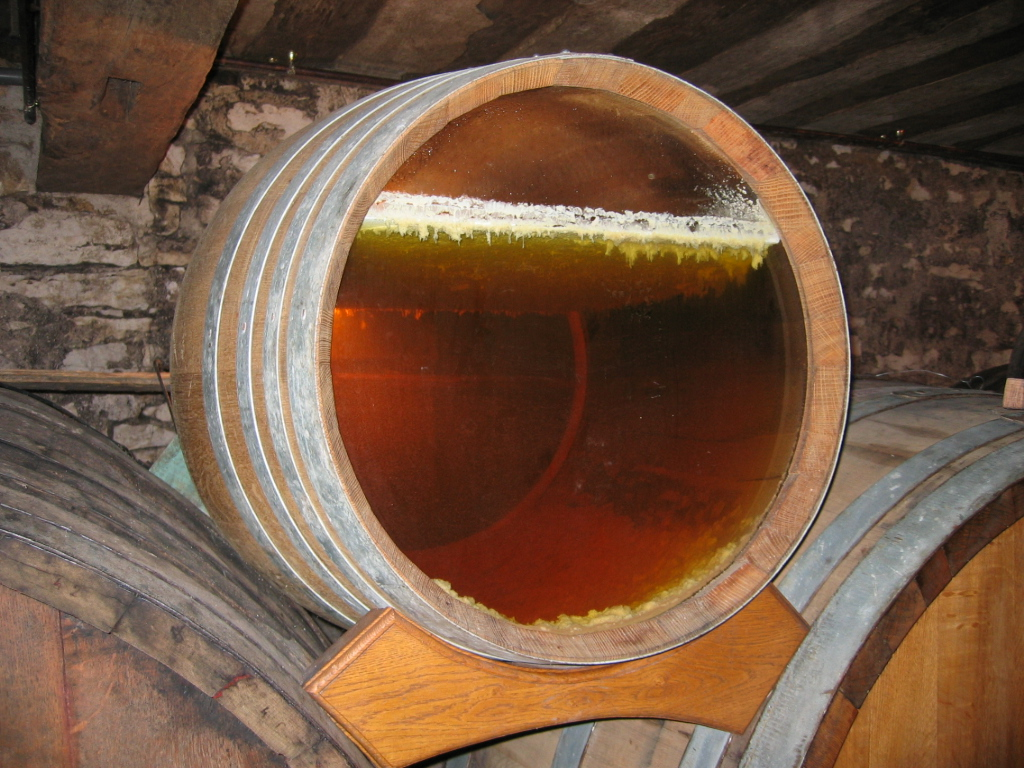
Glasboden-Tonneau mit reifendem Vin Jaune, Darstellung der Kahmdecke

Eine Kahmhaut (auch Kahmpilz) ist ein Biofilm aus Mikroorganismen, der sich an Grenzübergängen von Medien (z. B. Oberflächen von Wasser oder Steinen) zur Luft ansammelt. Gebildet wird sie vor allem durch Hefen (Kahmhefen) und sauerstoffabhängige Bakterien, wobei sie auch aus mehreren Arten gemeinsam gebildet werden. Für die Anheftung an einer Grenzfläche Gas/Flüssigkeit sind besonders an der Zelloberfläche befindliche apolare Stoffe geeignet. Viele Kahmhaut-bildende Bakterien besitzen eine apolare Oberflächenschicht. Andere Bakterien besitzen stattdessen fädige Anhängsel (Pili), die aus Proteinen mit einer apolaren Oberfläche bestehen.
Früher wurden Kahmpilze auch als Mycodérma (schleimige Haut) bezeichnet. Historische Bezeichnungen sind Mycoderma reell, Mycoderma aceti (Essigmutter oder Essigkahm, auch Ulvina aceti oder Bacillus aceti), Mycoderma cerevisiae (Bierkahmpilz, auch: Saccharomyces Mycoderma Rees), Mycoderma vini (Weinkahmpilz bzw. Florhefe) und Candida mycoderma.

## Ökologische Bedeutung

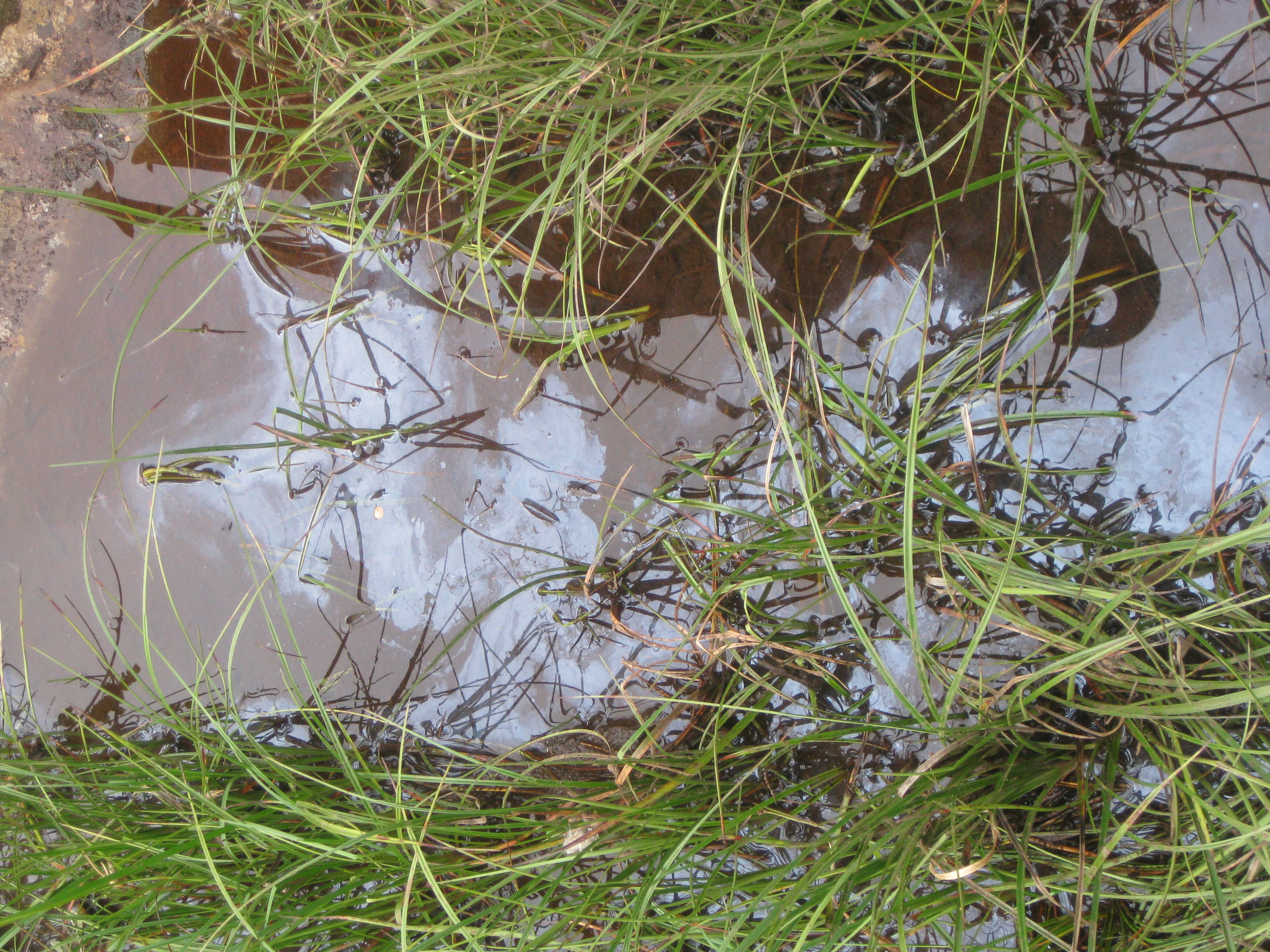
Kahmhaut in einem natürlichen Gewässer, verursacht durch eisenoxidierende Bakterien

Bei Anheftung an die Grenzfläche zur Luft können die Lebewesen für einen oxidativen Energiestoffwechsel sowohl Nährstoffe aus der Flüssigkeit als auch Sauerstoff aus der Luft günstig aufnehmen. Das ist ein Vorteil gegenüber Lebewesen, die in einer Flüssigkeit schweben oder schwimmen und von ihr umgeben sind: Bei ihnen wird die Geschwindigkeit ihres Energiestoffwechsels von der in der Flüssigkeit herrschenden geringeren Sauerstoffkonzentration begrenzt. Dieser Effekt wird von den Lebensgemeinschaften des Oberflächenhäutchens in Gewässern, dem Neuston und Pleuston, genutzt.
Die Kahmhaut auf Gewässern wird gelegentlich mit einem Ölfilm verwechselt.

## In der Aquaristik
In der Aquaristik wird eine Kahmhaut als störend empfunden, da sie einen optimalen Gasaustausch verhindert. Die Ursache ist oft eine hohe Nährstoffkonzentration durch Überbesetzung des Beckens oder zu hohe Futtergaben.
Die Bildung der Kahmhaut kann durch eine starke Oberflächenbewegung verhindert werden, die die Kahmhaut aufreißt und somit eine geschlossene Kahmhaut verhindert. Die Kahmhaut kann auch mit Zeitungspapier, das man kurz auf die Wasseroberfläche legt, aufgesaugt werden. Besser ist es, einen Oberflächenabsauger zu installieren, der das Oberflächenwasser in einen Filter führt. Die Mikroorganismen der Kahmhaut bauen dann im Filter überflüssige Nährstoffe ab.

## Bei der biotischen Essig-Herstellung

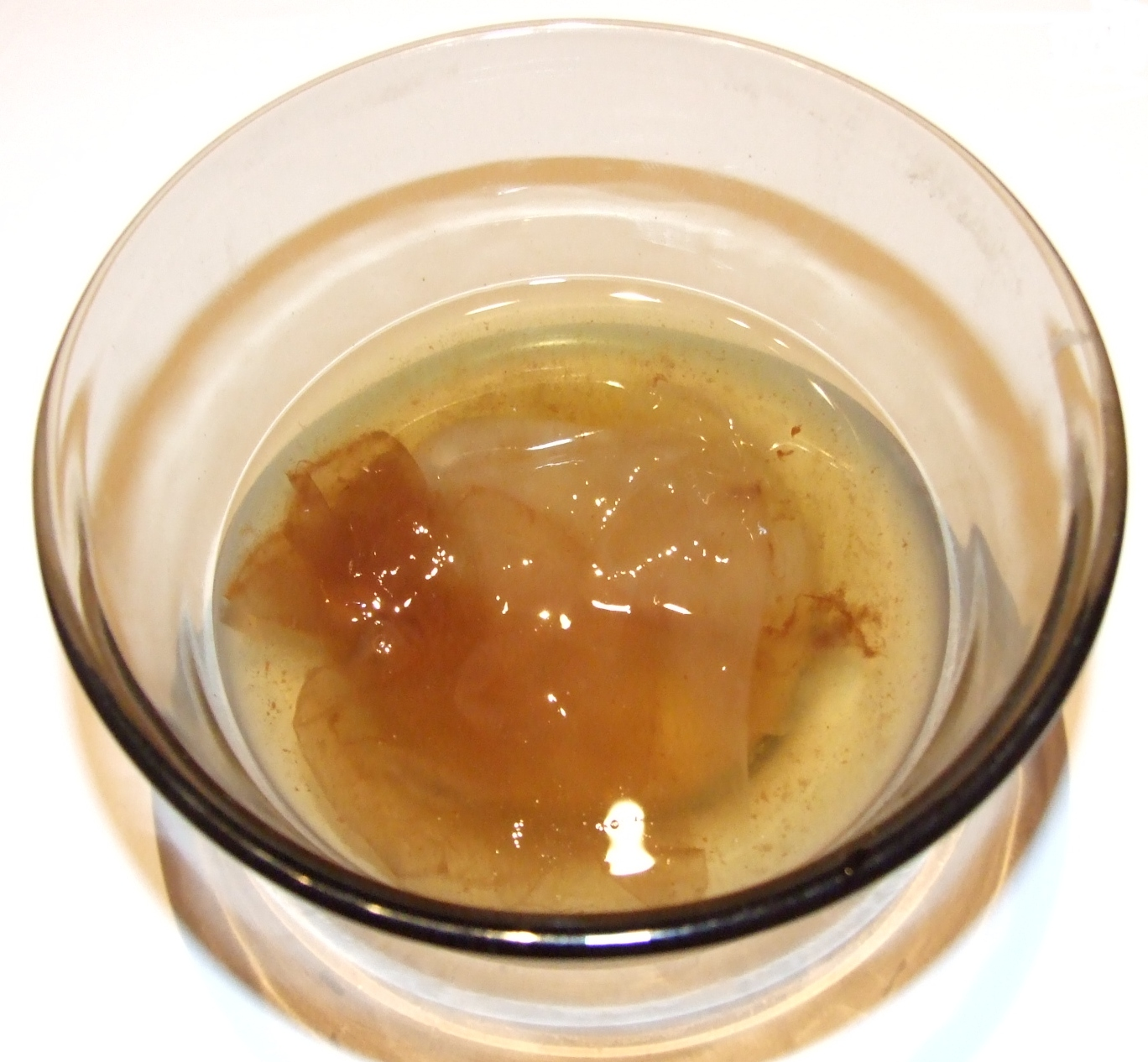
Abgeseihte Essigmutter im Schälchen

Bei der biotischen Essig-Herstellung wird das Ethanol einer wässrigen, verdünnten Ethanol-Lösung (beispielsweise Wein) durch Essigsäurebakterien mit Sauerstoff zu Essigsäure oxidiert. Es gibt verschiedene Verfahren, diesen Vorgang schnell ablaufen zu lassen. Ein altes, heute kaum noch angewendetes Verfahren ist das sogenannte Orleans-Verfahren, bei dem Wein in nur teilweise gefüllten, offenen Fässern gelagert wird, bis der Wein zu Essig geworden ist. An der Grenzfläche Wein/Luft bildet sich eine Kahmhaut aus Essigsäurebakterien, weil dort die Bedingungen für die Ethanol-Oxidation günstig sind: Ethanol und Nährstoffe von unten aus der Flüssigphase, Sauerstoff von oben aus der Luft. Einige der Essigsäurebakterien scheiden Cellulosefasern aus und auf diese Weise wird eine relativ feste Decke gebildet. Kahmhäute oder im Essig befindliche Massen aus Essigsäurebakterien werden als Essigmutter bezeichnet.

## Im Weinbau
Bei der Weinherstellung können Kahmhefen (im Weinbau auch Kammhefen genannt) Schäden verursachen. Kahmhefen sind aerobe Hefen, die Alkohol und organische Säuren, also Bestandteile des Weins, verstoffwechseln. Sie können sich an der Grenzschicht zwischen Wein und Luft bilden.
Erwünscht sind allenfalls die Florhefen, die sich ebenfalls an der Oberfläche des Weins bilden.

## Im Brauwesen
Im Brauwesen können Kahmhefen ein Bier ab der Gärung über die Nachgärung bis hin zur Reifung ungenießbar machen.  Der durch areobe Mikroorganismen, Sauerstoff und Zeit entstandene Biofilm verursacht häufig Fehltöne nach Lösungsmitteln und Phenolen. Kennzeichnend ist ein medizinartiger Geschmack und eine krautige, harte Bittere.
Der Schwimmteppich besteht häufig aus Essigsäurebakterien, die Ethanol veratmen, aber auch aus Hefen der Gattung Brettanomyces oder humanpathogenen Keimen. Phenolische Fehltöne deuten auf die Anwesenheit von Wildhefen hin. Entscheidend für die Entstehung einer Kahmhaut ist Sauerstoff. Typisch flauschig-haariger, wattig-fädiger Schimmel darf unter keinen Umständen mit einer Kahmhaut verwechselt werden.
Das Risiko einer Kahmhaut wird weitestgehend vermieden, indem möglichst mikrobiell sauber gearbeitet und damit bakterielle Kontamination verhindert wird. In der Praxis ist eine sterile Arbeitsweise kaum möglich, die Kontaktzeit mit der Bieroberfläche daher vorrangige Ursache. Es gilt den Gärbehälter wenig zu öffnen, um den Sauerstoffeintrag zu minimieren. Eine anschließende Begasung mit Kohlendioxid gilt als Mittel der Wahl.